# Condizione della donna in Algeria

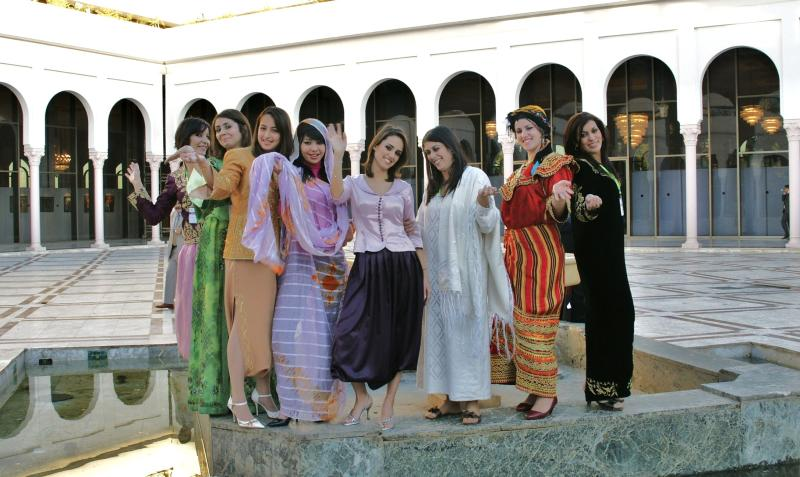
Donne algerine nei costumi tradizionali.

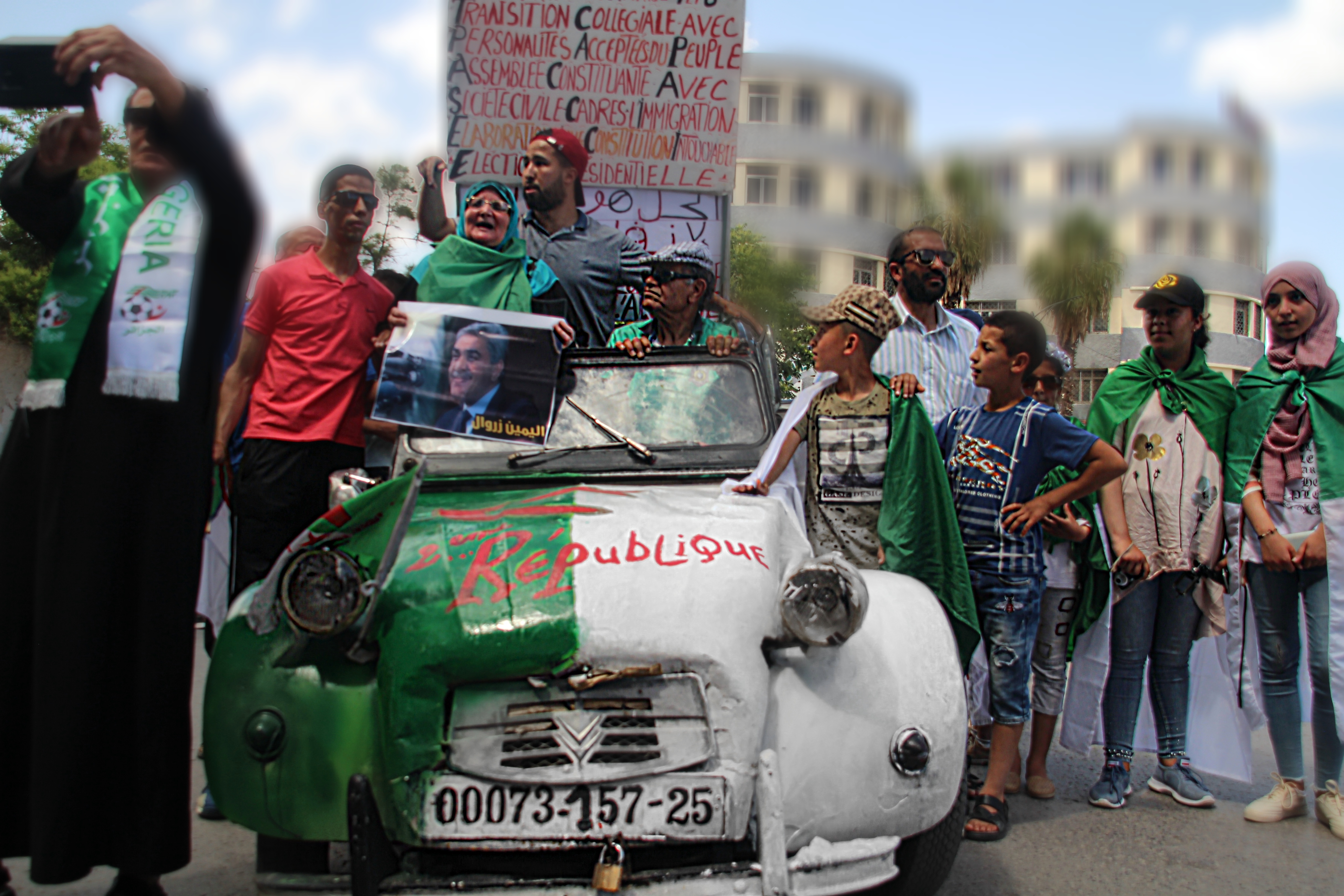
uomini e donne in Algeria in protesta

Nel corso della guerra d'Algeria per ottenere l'indipendenza dai francesi le donne algerine combatterono a fianco degli uomini; raggiunsero in tal modo un nuovo senso della propria identità e un certo grado di accettazione da parte degli uomini. 
Dopo la guerra le donne mantennero la loro nuova emancipazione e s'impegnarono più attivamente nello sviluppo del nuovo stato.
L'Algeria viene considerata una nazione relativamente liberale e lo status complessivo delle donne lo riflette.
C'è da tenere conto però che alcuni devono essere ancora acquisiti, come l'abolizione del matrimonio riparatore, che consente ancora allo stupratore di contrarre matrimonio con la sua vittima e di evitare di conseguenza il carcere. 
Alcune donne si sentono a disagio ad uscire di casa senza velo o ad andare in spiaggia in bikini. La parità femminile è sancita nelle leggi algerine e nella sua costituzione; esse possono votare e concorrere per posizioni politiche. 
Il Global Gender Gap Report per il 2013 era a 0.5963.
Nell'ottobre 2018 alle donne algerine viene vietato di indossare il niqab negli uffici pubblici, seguito poi da Tunisia e altri paesi arabi.
Il Global Gender Gap Report del 2019 posiziona l'Algeria 132ª su 153 paesi analizzati con un punteggio di 0,634 su 1,000. Un miglioramento rispetto al 2006 (97ª posizione con un punteggio di 0,602). Il 16,4% delle donne partecipa alla forza lavorativa del paese. Le donne alfabetizzate nel paese sono il 75,3%. 
La percentuale di donne che hanno completato gli studi primari, secondari, terziari sono rispettivamente il 95,5%, 50% e 64,4%. 
Le donne in Parlamento e ministri sono rispettivamente il 25,8% e 13,3%. L'età media della donna per il primo figlio è di 31,7 anni e la media di figli per donna è di 3,05.

## Matrimonio e vita personale

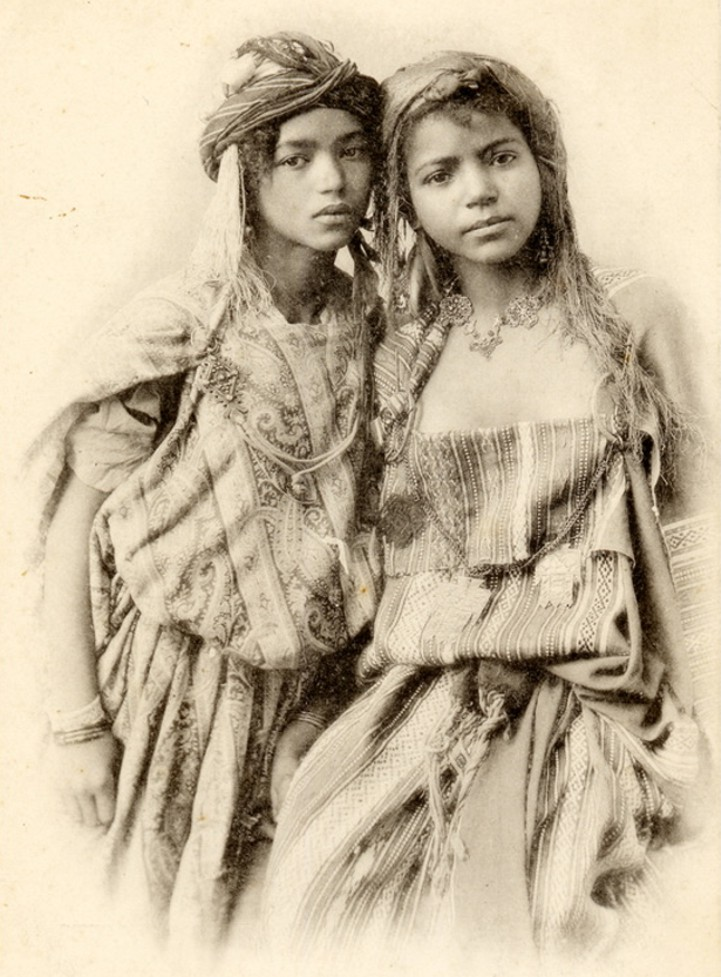
Foto di due ragazze di Bou Saada nel 1906.

L'età legale per il matrimonio è di 18 anni per le donne, 21 per gli uomini. Molte donne algerine si sposano e costituiscono una famiglia ad un'età molto più avanzata rispetto a quella che era la regola durante l'Algeria francese. 
L'educazione, l'impegno nel lavoro e l'evolversi degli atteggiamenti sociali sono tra le ragioni principali del cambiamento verificatosi.
Nel 2010 il tasso di fertilità totale era di 1,76 figli nati per donna; si tratta di un calo rispetto al 2,41 del 2009 e al 7,12 negli anni '70, subito dopo la guerra d'indipendenza.
L'impero coloniale francese si oppose attivamente alla tradizione del velo perché la considerava un simbolo di valori e credenze nazionali e religiose che si cercava sistematicamente di sradicare. 
In risposta alla pressione francese gli algerini si ostinarono nella pratica e dopo l'indipendenza ne aumentarono effettivamente l'uso. Paradossalmente però questo sviluppo fu dovuto anche alla maggiore libertà delle donne di scegliere.

## Istruzione e occupazione
Prima dell'indipendenza del paese pochissime donne algerine native sapevano leggere e scrivere. Questo fu il risultato di un divieto imposto dalla Francia all'istruzione per l'intera popolazione algerina nativa. I residui di questa politica si manifestano ancor oggi nel tasso di alfabetizzazione significativamente basso riscontrato nelle donne di età superiore a 40 anni.
Il tasso di alfabetizzazione femminile è ancora relativamente più basso di quello maschile; il 73,1% delle donne contro l'87,2% degli uomini dal 2015 oltre i 15 anni di età.
Il diritto di voto è stato concesso alle donne nel 1962. Le donne algerine, tra le donne del Nordafrica, posseggono molti più diritti umani delle loro controparti nei paesi confinanti e in altri paesi africani; le donne algerine possono difatti ereditare proprietà, ottenere il divorzio, mantenere la custodia dei figli, ottenere una formazione e lavorare in molti settori della società.
Le donne costituiscono il 70% degli avvocati d'Algeria e il 60% dei membri della magistratura; dominano anche i campi della medicina, della sanità e della scienza. Sempre più le donne contribuiscono in maniera maggiore al reddito familiare rispetto agli uomini. A partire dal 2007 il 65% degli studenti universitari sono donne, con oltre l'80% di adesione alla forza lavoro dopo la laurea.
Vengono spesso incoraggiate dai membri della famiglia a studiare e a contribuire nell'impegno sociale. Le donne algerine sono inoltre state tra le prime in Nordafrica a diventare autiste di taxi e di autobus; i loro numeri aumentano costantemente anche nelle forze di polizia e nelle posizioni di sicurezza civile.

## Ruoli delle donne nella guerra algerina

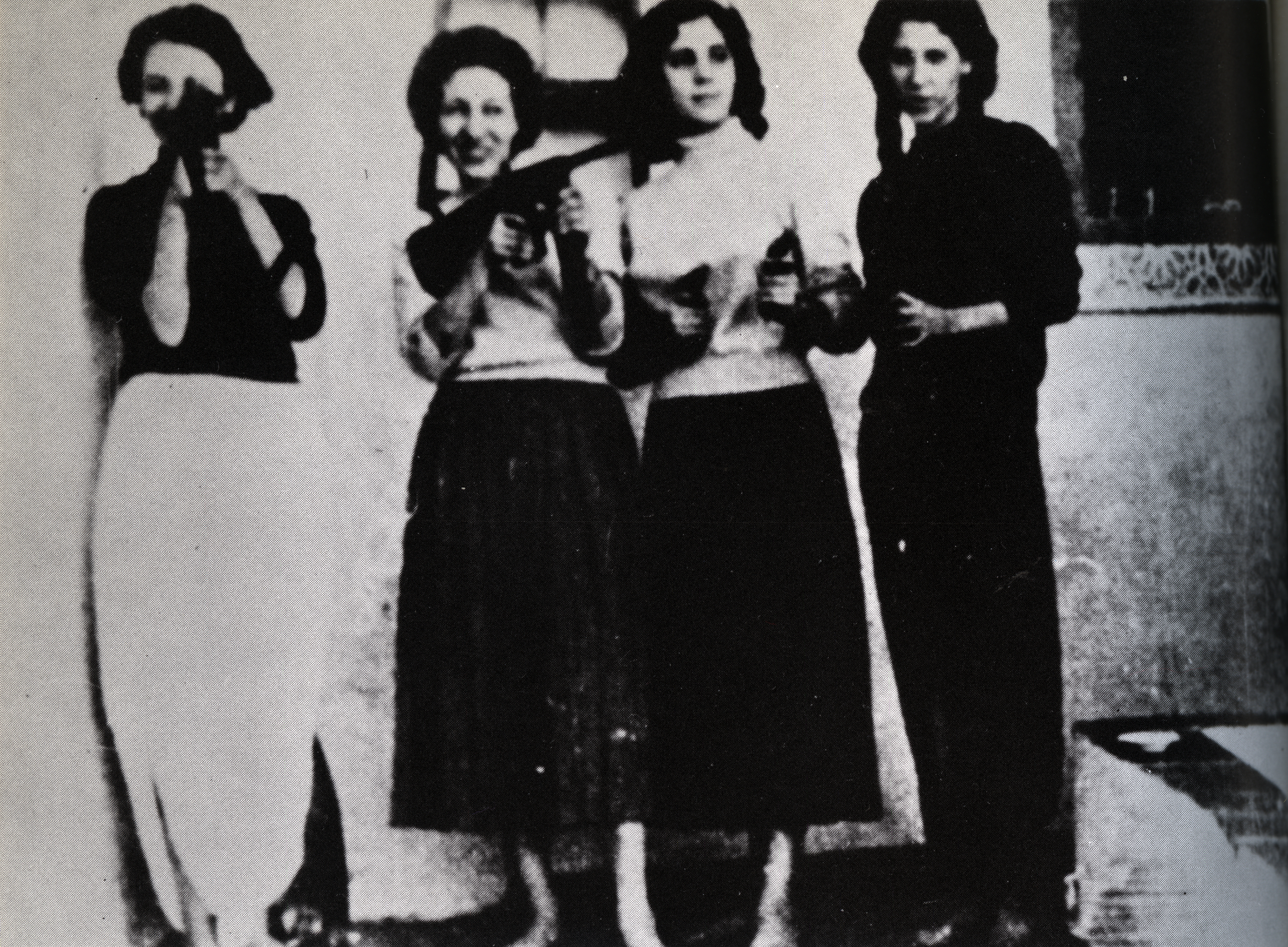
Militanti armate della resistenza algerina: da sinistra, Samia Lakhdari, Zohra Drif, Djamila Bouhired e Hassiba Ben Bouali

Le donne hanno svolto diverse funzioni durante la guerra algerina. La maggior parte delle donne musulmane che hanno partecipato attivamente lo hanno fatto dalla parte del Fronte di Liberazione Nazionale (Algeria) (FLN).
I francesi hanno incluso anche alcune donne, sia musulmane che francesi, nel loro sforzo di guerra, ma non erano così pienamente integrate e non erano ammesse alla stessa ampiezza dei compiti delle loro sorelle algerine. 
Il numero totale di donne coinvolte nel conflitto è calcolato in 11.000, ma è possibile che questo numero sia in realtà significativamente più alto a causa della sotto rappresentazione.
Esiste una distinzione che coinvolge due diversi tipi di donne, quelle urbane e quelle rurali. Le donne urbane, che costituivano circa il 20% della forza complessiva, avevano ricevuto una qualche forma di istruzione e di solito scelsero di entrare a fianco del FLN di propria iniziativa. 
Soprattutto le donne rurali analfabete stavano dall'altro lato, il restante 80%, a causa della loro posizione geografica rispetto alle operazioni del FLN spesso si sono fatte coinvolgere nel conflitto a causa della prossimità con la rispettiva forza militare.
Le donne operavano in diverse aree durante il periodo della ribellione. "Le donne hanno partecipato attivamente come combattenti, spie, attiviste per la raccolta di fondi, infermiere, lavandaie e cuoche", "le donne hanno aiutato le forze di combattimento maschile in aree come il trasporto, la comunicazione e l'amministrazione".
Una donna poteva includere in sé sia ruoli combattenti che non combattenti. Mentre la maggior parte delle mansioni che le donne si sono assunte si concentravano su ruoli non combattenti, quel numero limitato che hanno partecipato ad atti di violenza sono state notate più spesso. La realtà era che "le donne delle aree rurali alla macchia sostenevano le reti di resistenza" ed esse rappresentavano la stragrande maggioranza di coloro che hanno partecipato alla guerra.

## Durante la guerra civile
Nel periodo della guerra civile (anche conosciuto come "decennio nero" algerino) i diritti delle donne furono molto a rischio. Nel 1994 i jihadisti tappezzarono Algeri di manifesti dove veniva annunciata l'immediata esecuzione di tutte coloro che sarebbero apparse in pubblico sprovviste di velo integrale. Circa 13 donne vennero uccise dagli islamisti per "cattiva condotta".
Il 28 febbraio 1994 la 17enne Katia Bengana (nata il 20 maggio 1977) venne uccisa dagli islamisti per essersi opposta all'utilizzo dell'hijab e per aver invitato le sue compagne di scuola a non indossare il velo.
Il giorno della sua morte, mentre si recava a scuola, venne circondata dagli islamisti e costretta a inginocchiarsi ascoltando la sua sentenza di morte, davanti a tantissimi testimoni terrorizzati.
La storia delle donne algerine durante la guerra civile è stata ampiamente documentata e il film "Non conosci Papicha" ne è la testimonianza delle numerose violazioni cui le donne dovettero sottostare in quel periodo. La morte di Katia tutt'oggi è simbolo dei diritti delle donne algerine. 
Il 26 gennaio 1997 la studentessa di legge Amel Zenoune Zouani venne uccisa dagli islamisti perché sprovvista di hijab. 
L'Algeria, dopo la fine delle guerra civile, stabilì un indennizzo per le donne violentate dagli islamisti per il loro abbigliamento non islamico o perché non appartenenti a famiglie estremiste.

## Le donne algerine al giorno d'oggi
Alle elezioni legislative del 2012 le donne hanno conquistato oltre un terzo del Parlamento con 4 donne ministro. 
Negli altri paesi nordafricani una quota così elevata di donne ministro avverrà solo negli anni successivi, come nel 2018 in Egitto e nel 2021 in Tunisia e in Marocco.
Il Codice della Famiglia del 1984 ispirato alla Sharia, considera le donne delle minorenni bisognose di tutela: ovvero per sposarsi ha bisogno del wali oppure un giudice che le dia il permesso di contrarre matrimonio.
Dopo la riforma del 2005, può chiedere il divorzio ma solo restituendo il denaro versato dal marito per la dote. Permane la poligamia e la metà dell’eredità rispetto all'uomo. Bisogna ancora abolire il matrimonio riparatore. 
Nel 2014 solo il 19% della popolazione femminile era attiva. Il 40% di loro ha un diploma o una laurea, contro il 10% degli uomini. 
L'aborto è illegale con molti aborti clandestini ma solo per chi può permettersi di sborsare grosse somme..

### Leggi contro la violenza sulle donne
L'11 dicembre 2015 la violenza contro le donne entra nel codice penale. Le associazioni che si occupano di difendere i diritti delle donne, tra cui l'Ovif (Observatoire des violences faites aux femmes) e le associazioni Avife, Fard et Rachda, si ritengono molto soddisfatte. Tuttavia si chiede anche di emendare l'articolo che prevede il perdono del violento.
Nel luglio 2017 le donne, per contrastare l'islamismo, hanno dato il via a una campagna per indossare il bikini in spiaggia, ed è stata aperta una spiaggia per sole donne.
Durante le proteste del 2019 le donne hanno incominciato a farsi sentire di nuovo nel paese. 

### In politica
La prima donna a diventare avvocato in Algeria è Blanche Azoulay nel 1908. La prima donna giudice nel Paese sarà, nel 1962, Belmihoub Aziz. Nel 1945 Alice Sportisse Gomez-Nadal è la prima donna parlamentare. 
Louisa Hanoune, nel 2004, divenne la prima donna ad essere candidata come Presidente della Repubblica. Hanoune ha ottenuto il 4,22% dei voti al secondo posto su sei candidati. Queste Elezioni presidenziali in Algeria del 2009 sono state ampiamente considerate come fraudolente per aver favorito il presidente in carica Abdelaziz Bouteflika. 
Zohra Drif, avvocata pensionata, è stata vicepresidente del Consiglio della Nazione, la camera superiore del Parlamento algerino. 
Nel 1991 Nafissa Lallian e Leila Aslovi ricoprono rispettivamente la carica di ministro della salute e della gioventù e dello sport.
Nel 1997 Rabéa Mechrane è ministro della solidarietà sociale e della famiglia
Khalida Toumi è stata ministro della Cultura dal 2002 al 2014. Zuhur Wanassi è stato ministro dal 1982 al 1984 e, in seguito, ha ricoperto altre cariche politiche, come ministro dell'educazione nel 1986.
Nouria Benghabrit-Remaoun è stata ministro dell'Educazione dal 5 maggio 2015 al 31 marzo 2019; mentre Zahra Dardouri ministro delle Comunicazioni e della Tecnologia nel 2013. 
Nel maggio 2014 con il Governo Sellal vi sono 7 donne ministro: 
- Nadia Labidi come Ministro della cultura
- Nouria Benghabrit-Remaoun come Ministro dell'educazione
- Dalila Boudjemaa Ministro della pianificazione e dell'ambiente
- Mounia Meslem Ministro della famiglia e delle donne
- Zahra Dardouri al Ministero della posta, informazione tecnologica e della comunicazione
- Nouria Yamina Zerhouni al Ministero del Turismo
- Aish Tabagho Ministero dell'artigianato e della manifattura

Il 28 dicembre 2019 con il Governo Djerad, le donne ministro sono state tre: 
- Nassira Benharrats
- Bessma Azouar
- Malika Bendouda

Salima Souakri è stata segretaria di stato per lo sport nel Governo
Alla nascita del Governo Benabderrahmane, il 30 giugno 2021, le donne ministro erano inizialmente 3; il 17 febbraio 2022, con le dimissioni di Wafaa Chaalal vi sono sempre tre donne ministro: 
- Bessma Azouar
- Samia Moualfi
- Soraya Mouloudji (successore di Chaalal).

## Figure importanti
In ambito artistico e cinematografico abbiamo: Leila Ameddah (nata nel 1962), pittrice, Baya (artista) (1931-1998), pittrice e ceramista, Houria Niati, artista di installazione, Souad Massi, cantante, cantautrice e chitarrista nota per le sue opinioni politiche e che ha scalato la vetta delle classifiche di ascolto nel Regno Unito. Vi sono anche però numerose altre donne, tra cui Zaida Ben-Yusuf (1869-1933) e Zohra Bensemra (nata nel 1968), in ambito fotografico. Nadia Benbouta, Samta Benyahia (nata nel 1950), artista della plastica, Zoulikha Bouabdellah (nata nel 1977), artista della plastica, videografa. Anche Mimi Hafida (attiva dal 2010) è una poetessa e artista visiva.
Sofia Boutella - Ballerina, principalmente di danza hip hop e street dance, conosciuta per le numerose campagne pubblicitarie effettuate e per essere stata la riserva di Madonna (cantante).
In ambito letterario e giornalistico abbiamo: Assia Djebar (romanziera, traduttrice e regista); la maggior parte delle sue opere affrontano gli ostacoli a cui le donne si trovano a davanti; è nota inoltre anche per la sua posizione femminista. Abbiamo anche Khadija Benguenna, giornalista per il canale internazionale Al Jazeera; è anche conosciuta per aver criticato i politici corrotti dell'Algeria.
Non possiamo, senza dubbio dimenticare, Djamila Bouhired e Djamila Boupacha, come rivoluzionarie e nazionaliste algerine che si sono opposte al dominio coloniale francese dell'Algeria negli anni '60.
Nel corso della storia dell'Algeria abbiamo anche la figura di Kahina, condottiera militare berbera del VII secolo, che ha portato la resistenza indigena all'espansione araba nell'Africa nord-occidentale.